# Peter R. Baverstock
Peter Raymond Baverstock (* 17. Januar 1948 in Adelaide) ist ein australischer Evolutionsbiologe und Zoologe.

## Leben
Baverstock ist der Sohn von Raymond Bryan und Kathleen Mary Baverstock. 1969 erwarb er den Bachelor of Science mit Auszeichnung an der University of Adelaide, wo er 1989 auch den Doctor of Science (DSc) erhielt. 1972 wurde er mit der Dissertation The evolution and maintenance of genetic variability in growth rates in the lizard Amphibolurus ornatus zum Ph.D. an der University of Western Australia promoviert. Von 1972 bis 1990 war er am Institute of Medical and Veterinary Science und als Leiter der Einheit für Evolutionsbiologie am South Australian Museum tätig.
1986 veröffentlichte er in Zusammenarbeit mit Barry John Richardson und Mark Adams das Buch Allozyme Electrophoresis: A Handbook for Animal Systematics and Population Studies. 1988 wurde Baverstock wissenschaftlicher Mitarbeiter am Northern Rivers College of Advanced Education (ab  1994 Southern Cross University), wo er von 1993 bis 2001 als Dekan und von 2001 bis 2007 als Pro-Vizekanzler und Vizepräsident für den Aufbau und das Wachstum des Forschungsbetriebs und der Forschungsausbildung an der Universität verantwortlich war. Als Baverstock seinen Posten am Northern Rivers College of Advanced Education übernahm, verfügte die Universität über keine Forschungsgelder und keine Doktoranden. Dank seiner Verdienste wies die Bildungseinrichtung im Jahr 2007 ein Gesamteinkommen an Zuwendungen für die Forschung und die Forschungsausbildung von rund 20 Millionen AU$ pro Jahr auf und unterstützte die Arbeit von etwa 250 Doktoranden. 2007 ging er als emeritierter Professor in den Ruhestand.
Baverstock betreibt populationsgenetische, molekulargenetische und zoologische Studien über australische Tiere und ihre Herkunft, wobei sein Forschungsspektrum von Fledermäusen, Ratten, Fischen und Eidechsen bis hin zu Walen, Dingos und Bandwürmern reicht. 1992 gehörte er zu den Mitwirkenden einer phylogenetischen Studie, die sich mit den verwandtschaftlichen Beziehungen des Beutelwolfs in der Ordnung der Raubbeutlerartigen (Dasyuromorphia) auf der Basis der DNA-Sequenzierung der Gene von Cytochrom b befasst.
1981 heiratete Baverstock Lizette Christiaans. Aus dieser Ehe gingen ein Sohn und eine Tochter hervor.

## Dedikationsnamen
1987 benannten Darrell J. Kitchener, Nick Caputi und Brian Jones die Baverstock-Waldfledermaus (Vespadelus baverstocki) nach Baverstock. 1990 ehrte William Ian Beardmore Beveridge Baverstock im Artepitheton der Bandwurmart Parachristianella baverstocki, die im Analbereich des Großen Geigenrochens und des Indo-Australischen Tüpfelrochens parasitiert.